# Louis-Sébastien Mercier
Louis-Sébastien Mercier, född den 6 juni 1740 i Paris, död den 25 april 1814, var en fransk skriftställare.
Mercier, som var professor i retorik i Bordeaux, måste till följd av fiendskap, som hans skrifter ådragit honom, 1781 flytta till Schweiz, men återkom efter revolutionens utbrott 1789 och utgav (tillsammans med Jean-Louis Carra) "Annales patriotiques et littéraires" samt invaldes i nationalkonventet. Där hörde han till de moderata och kom därför i fängelse, men undgick giljotinen och invaldes 1795 i De femhundras råd. Han blev samma år medlem av Franska institutet och 1797 lärare i historia vid Centralskolan. 
Mercier, som var en självständig och entusiastisk natur, riktade Rousseauska angrepp mot allt konventionellt och hade sin lust i utslungandet av paradoxer. I hans stil växlar våldsamma utfall och elegans. Bland den stora mängden av hans arbeten kan nämnas romanen L’homme sauvage (1767), den utopiska skildringen L’an 2440, rêve s’il en fut jamais (1770; flera upplagor), Du théâtre, ou nouvel essai sur l’art dramatique (1773), en stormlöpning mot det pseudoklassiska franska dramat, i motsats till vilket en natursann avspegling av det levande, borgerliga samhället av Mercier yrkades vara scenens uppgift.
Därtill sluter sig Mon bonnet de nuit (4 band, 1784), ävenledes innehållande oppositionella estetiska uppsatser, och framför allt Tableau de Paris (12 band, 1781–89; förkortad upplaga 1853), en skoningslös skildring av seder, nöd och förvillelser i världsstaden, med den trivialt skrivna fortsättningen Le nouveau Paris (6 band, 1797–1800; ny upplaga 1862). Merciers Néologie (2 band, 1801) är ett försvar för hans nyheter i språkligt avseende. Av hans dramer med rörande ämnen ur vardagslivet gjorde L’habitant de la Guadeloupe ("Vestindiefararen eller dygdens belöning", 1791) och Le déserteur ("Öfverlöparen", 1793) med flera stor lycka. Hans "Théâtre" utgavs i 4 band 1778–84.